# Franz Ehrle
Pour les articles homonymes, voir Ehrle.
Franz Ehrle, né le 17 octobre 1845 à Isny (royaume de Wurtemberg) et décédé le 31 mars 1934 à Rome, était un prêtre jésuite allemand. Théologien médiéviste, il fut appelé à Rome par Léon XIII pour y organiser les archives et moderniser la bibliothèque vaticane. Il fut créé cardinal en 1922, mais ne sera pas consacré évêque.

## Biographie

### Jeunesse et formation
À l'âge de 16 ans, le 29 septembre 1861, le jeune Franz entre dans la Compagnie de Jésus, après avoir achevé ses études secondaires au collège Stella Matutina de Feldkirch (Autriche). Franz Ehrle fait des études classiques à Munster (deux ans), la philosophie à Maria Laach (trois ans) et la théologie (quatre ans) à Ditton Hall, près de Liverpool, en Angleterre, où il est ordonné prêtre en septembre 1876.

### Médiévisteet écrivain
Après quelque temps passé dans l’enseignement le père Ehrle devient en 1878 un collaborateur de la revue de culture catholique Stimmen aus Maria Laach. La même année, à la suite de la loi anti-jésuite de Bismarck, il s'installa (avec les jésuites allemands en exil) à Tervueren (Bruxelles), où, jusqu'en 1880, il travailla à la fois dans la pastorale et l'érudition. Il y développe un goût pour la recherche de documents rares sur le christianisme médiéval en visitant les importantes bibliothèques et archives d’Europe, à Rome, Padoue, Florence, Assise, Paris, Bruxelles, Londres, Oxford, Cambridge, Madrid, L'Escorial, etc. Le fruit en est son œuvre ‘Study of manuscripts of Medieval Scholasticism’ où il développe des principes et une méthode de  critique historique. Avec le dominicain Friedrich Denifle Ehrle publie sept volumes de documents indispensables à l’histoire littéraire du Moyen-âge.

### Préfet de laBibliothèque vaticane
En 1880, il se rend à Rome pour s'adonner au travail scientifique. Il fut un des collaborateurs de la Bibliothèque vaticane dont il devint le pro-préfet en janvier 1895 avant d'être promu préfet en juin de la même année. En 1913, il est libéré de cette tâche pour des raisons de santé.

### Directeur de revue culturelle
Durant la Première Guerre mondiale Ehrle est rédacteur en chef et éditeur des Stimmen aus Maria Laach (1914 à 1919). Il remplit d'abord cette tâche de Rome et de Feldkirch (Vorarlberg) jusqu'à ce que la rédaction s'installât à Munich en 1916. De 1919 à 1922 Erhre est un fréquent visiteur de Rome où il est professeur à l'Institut biblique pontifical et à l'Université pontificale grégorienne. Pendant ce temps il est aussi le principal organisateur de la Léonine, la bibliothèque de recherche pontificale.

### Cardinal, à Rome
Le 11 décembre 1922, le pape Pie XI nomme le père Ehrle cardinal-diacre attaché à l'église San Cesareo in Palatio. Il voit en lui (dans la lettre de nomination) « un éminent exemple d’intelligence harmonieuse entre religion, science et érudition ». Le nouveau cardinal a 77 ans. Il ne sera pas consacré évêque.
En 1924 Le cardinal Ehrle atteint l’âge de 80 ans. A cette occasion ses nombreux amis dans le monde ecclésiastique, religieux, scientifique et théologique préparent une collection d’essais dans les domaines qui furent ceux de ses recherches scientifiques. Ces 82 articles sont rassemblés en cinq volumes de ‘Miscellanea Francisci Ehrle’ qui lui sont remis par le pape Pie XI lui-même lors d’une cérémonie qui eut lieu le 4 novembre 1924.
Le 17 avril 1929, le cardinal octogénaire est nommé ‘Bibliothécaire de la Sainte Église romaine' (S.R.E. bibliothecarius et archivarius). Il reçoit des doctorats ‘honoris causa’ de plusieurs des plus brillantes universités européennes ; Oxford, Cambridge, Munster, Munich, Louvain, Tubingen, etc, et est élu membre de diverses académies scientifiques.
Deux ans après avoir célébré ses 70 ans de vie religieuse dans la Compagnie de Jésus (1931), le cardinal Ehrle commence à avoir des problèmes de santé. Le supérieur général des Jésuites, le père Ledochowski, l’invite à rejoindre l’infirmerie de la Curie généralice (Rome). C’est là que le cardinal Franz Ehrle meurt le 31 mars 1934, à l’âge de 89 ans. Il est enterré dans le caveau des Jésuites, au cimetière de Campo Verano.

## Écrits
- Bibliotheca theologiae et philosophiae scholasticae selecta. 5 vol., Paris 1885-94.
- en collaboration avec Heinrich Denifle Archiv für Literatur- und Kirchengeschichte des Mittelalters, sept volumes 1885 – 1900.
- Historia Bibliothecae Romanorum Pontificum vol. I. Rom 1890
- Der Sentenzenkommentar Peters von Candia. 1925
- Der vatikanische Palast in seiner Entwicklung bis zur Mitte des 15. Jahrhunderts vol.I (en collaboration avec H. Egger). Città del Vaticano 1935